# تكتل (علم الأحياء)

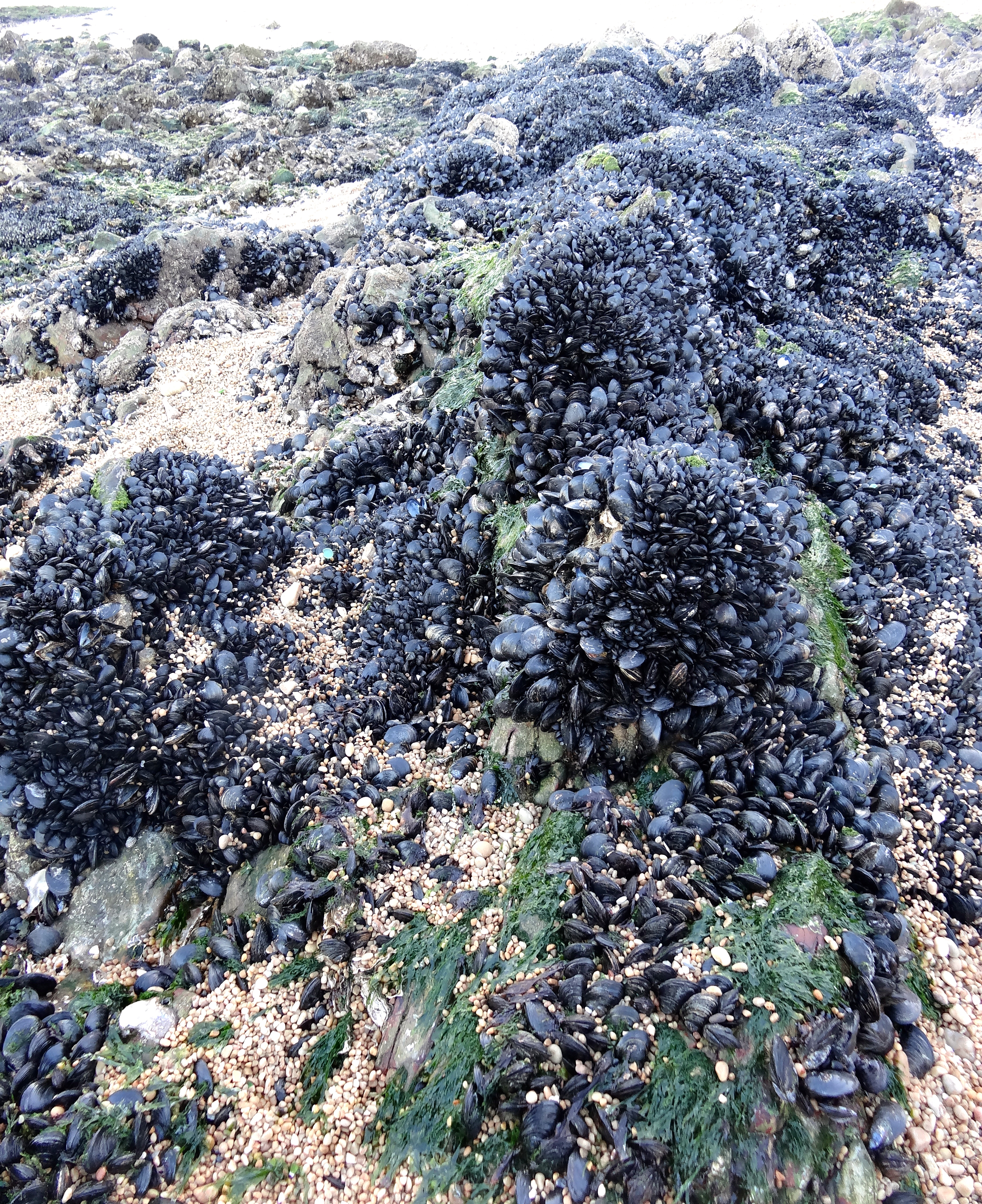
A group of clumped mussels on rocks

التكتل هو سلوكٌ في الكائن الحيّ، عادة ما يكون لاطئًا، حيث يقترب الأفراد من مجموعة معينة من الأنواع من بعضهم البعض لأغراض مفيدة. يمكن أن يكون التكتّل ناتجًا عن البيئة غير الحيوية المحيطة بالكائن الحي.
على سبيل المثال، البرنقيل، يتجمعون معًا على الصخور المعرّضة لأقل قدر من الوقت خلال المدّالمنخفض. عادة، يبدأ التكتّل في الحيوانات المتطفّلة عندما يرتبط كائن حي بركيزة صلبة، مثل الصخور، ويلتصق أعضاء آخرون من نفس النوع بعد ذلك. من المعروف أن القواقع العاشبة تتجمّع حول وجود الطّحالب الكافية.تم العثور على تكتّل بلح البحر (الذي يظهرعلى جهة اليمين) يتأثّر بالمنافسة مع الأنواع الأخرى.
يعلّق بلح البحر نفسه بواسطة خيوط جانبية على المنافسين المحتملين للفضاء. 